# Shame for You
"Shame for You" é uma canção da cantora britânica Lily Allen de seu álbum de estréia, Alright, Still (2006). Foi escrita por Allen e Blair MacKichan, sendo o Lado A de seu quarto single, "Alfie", exclusivamente no Reino Unido em 5 de Março de 2007 pela Regal Recordings.

## Faixas e formatos
- CD Single

1. "Shame for You"
2. "Alfie"

- 7" single

1. "Shame for You"
2. "Alfie" (explícita)

- Download digital

1. "Alfie" (explícita)
2. "Alfie (CSS Remix)"
3. "Alfie" (ao vivo no Bush Hall)
4. "Shame for You"
5. "Shame for You" (ao vivo no Bush Hall)

## Créditos e pessoal
- Vocais - Lily Allen
- Escritor(es) - Lily Allen, Blair MacKichan
- Produtor(es) - Blair MacKichan
- Mixagem de áudio - Future Cut
- Mixagem de áudio (assistida) - Dan Porter
- Mixagem de áudio (creditada a) - Darren Lewis, Iyiola Babalola